# Religiös förföljelse
Religiös förföljelse eller religionsförföljelse är systematiskt förtryck och diskriminering av en grupp motiverat av att de utövar eller ej utövar någon religion, eller har annan trosbekännelse eller samfundstillhörighet än förföljarna. Religiös förföljelse överlappar med, och kan ibland vara svårt att särskilja från, politisk och etnisk förföljelse. Religiös förföljelse kan innebära avsaknad av religionsfrihet i ett land, och kan ta sig uttryck i att en totalitär regim eller militanta grupper systematiskt konfiskerar eller förstör egendom, fängslar, arresterar, misshandlar, torterar, deporterar eller avrättar personer som utövar religion som uppfattas som hot mot landets styre och kultur, eller i syfte att tvångsomvända människor och på så sätt rädda deras själar. Förföljelsen kan i sin mest extrema form resultera i religionskrig, religiöst våld(en), etnisk-religiös rensning och folkmord. Religiös förföljelse kan också ta sig uttryck i hatbrott, mobbning och diskriminering på grund av trostillhörighet. Förföljelsen kan vara motiverad av religiös intolerans, kulturrasism, statsateism och fördomar mot religionsutövare. 
Enligt Flyktingkonventionen är en person som flyr från sitt hemland med välgrundad fruktan för förföljelse på grund av religion, och som inte vill eller kan stå under sitt hemlands beskydd, skyddsvärd som flykting.

## Statistik
Följande statistik från Pew Research Center 2015 visar hur vanlig förföljelse av olika religiösa grupper är i världen.
| Grupp            | Sannolikhet att en religiös bor i ett land där förföljelse av gruppen förekommer | Antal länder där gruppen förföljs | Antal länder där gruppen förföljs av regeringen |
| ---------------- | -------------------------------------------------------------------------------- | --------------------------------- | ----------------------------------------------- |
| Judar            | 99 %                                                                             | 74                                | 43                                              |
| Hinduer          | 99 %                                                                             | 18                                | 14                                              |
| Muslimer         | 97 %                                                                             | 125                               | 97                                              |
| Andra religioner | 85 %                                                                             | 50                                | 44                                              |
| Folkreligioner   | 80 %                                                                             | 32                                | 16                                              |
| Kristna          | 78 %                                                                             | 128                               | 106                                             |
| Buddhister       | 72 %                                                                             | 7                                 | 5                                               |
| Oanslutna        |                                                                                  | 14                                | 9                                               |

## Exempel

### Historiska exempel
Här följer några kända historiska exempel på religiös förföljelse:
- Förföljelse av kristna(en):
  - Romarrikets förföljelse av de första kristna, som gömde sig i Roms katakomber, och ofta led martyrdöden.
- Romarrikets förföljelser av hedningar, sedan Rom blivit kristet.
- Kristna korståg, exempelvis de medeltida svenska korstågen på påvens uppdrag, i syfte att tvångsomvända Novgorods ortodoxa kristna till romersk-katolsk kristendom.
- Judeförföljelse och antisemitism under historien, ibland sammanblandad med antisionism, exempelvis pogromer främst i Ryssland under 1800-talet och tidigt 1900-tal, Massakern i Hebron 1929 och judeutrotningen under andra världskriget
- Spanska inkvisitionen, riktad mot judar, muslimer och kättare
- Trolldomsprocesser (i den mån de anklagade verkligen utövade folktro, samisk religion, med mera)
- Konventikelplakatet i Sverige 1726-1858, och senare diskriminering riktad mot förkunnare och medlemmar i frikyrkliga väckelserörelser, vilket var en av flera orsaker till den svenska emigrationen till Amerika.
- Ateism var straffbar med döden i det antika Grekland, gammaltestamentliga Israel,[4] samt i kristna och muslimska länder under medeltiden. I ett antal muslimska länder är det än idag dödsstraff för ateism.[5] Fram till 1952 var det i Sverige obligatoriskt att tillhöra ett religiöst samfund.[6]
- Statsateism efter franska revolutionen och i kommunistiska länder har ofta inneburit begränsad religionsfrihet, stängning av kyrkor och moskéer, och förbud mot religiös mission, i synnerhet riktad till barn. I Folkrepubliken Albanien var all religionsutövning förbjuden. Bland annat kunde albaner i skolor och på arbetsplatser tvingas äta t.ex. griskött för att bevisa att man inte utövade islam, som är den största religionen i landet.
- Förföljelse av Jehovas vittnen i Nazityskland, med flera länder.
- Förföljelser mot muslimer(en) innefattar bland annat:
  - Massakern i Hebron 1994 samt Deir Yassin-massakern 1948 i Brittiska Palestinamandatet
  - Omkring 8000 bosniska muslimer dödades under Srebrenicamassakern 1995.
- Förföljelser mot hinduer(en)
- Förföljelser mot buddhister(en)

### Nutida exempel
- Nutida förföljelser mot kristna(en) innefattar: 
  - Mordbränder riktade mot kyrkor i flera muslimska länder, exempelvis Indonesien, av Muslimska brödraskapet i Egypten, av Boko Haram i Nigeria,[7][8] samt av ISIS, se nedan.
  - Bestraffning av muslimer som konverterar till kristendom i länder som tillämpar sträng tolkning av Sharia-lagar, exempelvis i Iran och Sudan.
  - På europeiska asylboenden har hot och trakasserier förekommit mot kristna flyktingar, bland annat i Tyskland[9] och Sverige[10][11]
- IS: Övergrepp har gjort av den sunnitiska jihadrörelsen Islamiska staten (IS) i Syrien och Irak förföljde shiiter, kristna assyrier/syrianer, mandeer och yazidier, men även sunniter som inte stödjer IS ledare.
- Kina: Förföljelse på Falungong-rörelsen, som formellt inleddes 1999, och av muslimska Uigurer.
- Ateism är ett brott i Iran, Saudiarabien, Indonesien,[12] Pakistan och vissa andra muslimska länder.

### Nutida exempel i Sverige

#### Hatbrott
Under 2015 uppgavs 8 procent av alla hatbrott i Sverige (558 anmälningar) ha islamofobiska motiv, medan 6 procent (388 anmälningar) hade kristofobiska motiv och 4 procent (277 anmälningar) hade antisemitiska motiv. 5 procent (331 anmälningar) hade andra antireligiösa motiv, vilket är mer än en fördubbling sedan året innan. Denna kategori innefattar hot och ofredande mellan personer av samma religion, ofta motiverat av att offret inte efterlever religiösa normer eller har konverterat till ospecificerad religion, eller av konflikter mellan olika inriktningar av samma religion.
Ett antal antisemitiska angrepp har skett mot judar och synagogor i Sverige, särskilt i Malmö synagoga, till följd av missnöjet över Israel–Palestina-konflikten framför allt bland vissa muslimska grupper.  Även moskéer i Sverige har utsatts för attentat liksom Jehovas vittnens Rikets sal.
Religiösa hatbrott i form av hot och våld har drabbat konvertiter i Sverige. Förövare kan exempelvis vara familj, vänner och grannar som har svårt att acceptera att den utsatta har konverterat till kristendom. Personer som lämnar Islam tycks vara den mest utsatta gruppen. Statistik saknas idag (2015) men en utredning föreslår att detta brottsmotiv dokumenteras vid polisanmälningar.
Se även ovan nämnda misshandel, trakasserier och hot på svenska asylboenden riktat mot kristna flyktingar, och även mot en ateistisk anställd.

#### Diskriminering
I januari 2008 dömde Hovrätten för Västra Sverige Göteborgs stad att betala skadestånd för att två muslimska kvinnor tvingats lämna en simhall i Kärra. Orsaken som angavs var att kvinnorna inte följde klädkraven, utan hade långärmad T-shirt, kombinerad med joggingbyxor och huvudduk, istället för kortärmad. Kvinnorna hade följt sina barn till simhallen och skulle inte själva bada. Avvisandets ansågs vara diskriminering på grund av trostillhörighet och Göteborgs stad förpliktigades betala 20 000 vardera till kvinnorna.
Diskrimineringsombudsmannen och Spånga/Tensta stadsdelsförvaltning ingick 2006 förlikning i ett ärende som gällde diskriminering vid rekrytering. Ärendet handlade om att en kvinna nekats anställning på ett äldreboende, efter att ha uppgett att hon önskade bära arbetsrock som täckte grenen, över de byxor och skjorta som klädkoden på äldreboendet påbjöd. Stadsdelsförvaltningen accepterade att betala 40 000 kronor till kvinnan i skadestånd. Förlikningen innebar också att stadsdelsförvaltningen skulle se över sina regler för arbetskläder så att dessa inte stod i strid med diskrimineringslagstiftningen.

## Lagar och konventioner
Enligt FN:s allmänna förklaring om de mänskliga rättigheterna är envar berättigad att åtnjuta alla de fri- och rättigheter som omfattas av förklaringen utan åtskillnad av något slag såsom i fråga om religion. FN-konventioner omfattar bestämmelser om att de som hör till religiösa minoriteter inte skall förvägras rätten till bland annat eget kulturliv. Europeiska konventionen om mänskliga rättigheter (Europakonventionen), som blev en del av svensk lag 1995, stadgar att fri- och rättigheter ska tryggas för alla oberoende av religion.